# وانیا هوهانیسیان (هنرپیشه)
وانیا میساکی هوهانیسیان (ایوان آوانسیان) ( ۱۳ ژوئیهٔ ۱۹۰۵ – ۱۳ اکتبر ۲۰۰۱) یک بازیگر اهل ارمنستان بود. وی بین سال‌های - تا - میلادی فعالیت می‌کرد.

## زندگی‌نامه
وی در ۲۶ ژوئیهٔ [سبک قدیمی: ۱۳ ژوئیهٔ] ۱۹۰۵ در عشق‌آباد به دنیا آمد . وی در تئاتر دراماتیک میخائیل لرمانتوف گروزنی روسیه، تئاتر دولتی ارمنیان باکو و تئاتر دراماتیک ارمنیان استپاناکرت فعالیت می‌کرد. وی همچنین برندهٔ جوایزی همچون نشان پرچم سرخ کار (۱۹۵۸) و هنرمند خلق جمهوری سوسیالیستی آذربایجان شوروی (۱۹۸۲) شده است. وی در ۱۳ اکتبر ۲۰۰۱ در سن ۹۶ سالگی در استپاناکرت درگذشت.

## یادداشت
1. ↑  Գրոզնի Մ. Յու. Լերմոնտովի անվան ռուսական դրամատիկական թատրոն